# Bion 5
Bion 5 (Бион 5, en ruso), también conocido como Cosmos 1129, fue el nombre de un satélite artificial soviético perteneciente a la serie de satélites Bion. Fue lanzado el 25 de septiembre de 1979 desde el cosmódromo de Plesetsk mediante un cohete Soyuz. Regresó a la Tierra el 16 de marzo de 1980 y contó con la colaboración de Checoslovaquia, Francia, Hungría, Polonia, Rumanía, la República Democrática de Alemania y los Estados Unidos.

## Objetivos
La misión de Bion 5 consistió en realizar diversos estudios biológicos, entre ellos el primer intento de reproducción de mamíferos (ratas) en el espacio, que no llegó a tener éxito. Los experimentos estadounidenses estaban dirigidos al estudio de los efectos de la radiación sobre ratas, embriones de codorniz y varias plantas. También se realizaron estudios sobre el efecto de la microgravedad en los músculos y huesos de ratas y se estudió la embriogénesis aviar en el espacio. Se investigaron los efectos de la microgravedad en tejidos vegetales utilizando zanahorias y en tejido de zanahoria canceroso para estudiar los efectos del vuelo espacial en el crecimiento y desarrollo de las plantas. Como en la misión anterior, se enviaron 30 ratas de la especie Rattus norvegicus para estudios fisiológicos; siete ratas adicionales fueron se utilizaron en experimentos embriológicos.

## Características
Bion 5 estaba basada, como todas las naves de la serie Bion, en los satélites de reconocimiento Zenit. La misión duró 18,5 días y la cápsula fue recuperada a 52º 17' de latitud norte y 65º 30' de longitud este.